# Hôtel de Fizes
L'hôtel de Fizes, sis au 6 rue du Puits-du-Temple, est un hôtel particulier de l'Écusson de Montpellier.

## Historique
Ce remarquable hôtel entre vers 1640 dans la famille de David de Fizes, trésorier payeur des gages à la Cour des Comptes, Aides et Finances. Le portail est daté de 1665, l'escalier en loggia est l'un des premiers de Montpellier à avoir eu une rampe en fer forgé. 
Le portail et son vantail, l'escalier et sa rampe et les balcons des trois fenêtres donnant sur la rue ont été inscrits au titre des monuments historiques par arrêté du 18 octobre 1944.

## Description
Cet hôtel à la façade austère se distingue avant tout par son portail monumental unique, que son ouverture rectangulaire et son tore feuillagé désignent comme appartenant au nouveau style Louis XIV. Cependant, le décor sommital en cuirs découpés orné d'un masque appartient encore au registre maniériste. La scène représente deux captifs dos à dos, rappelant certains bas-reliefs de l'aile Lescot du Louvre (Renaissance) ou des sculptures de Michel-Ange. Dans la cour se trouve un bel escalier à quatre noyaux. 

## Galerie

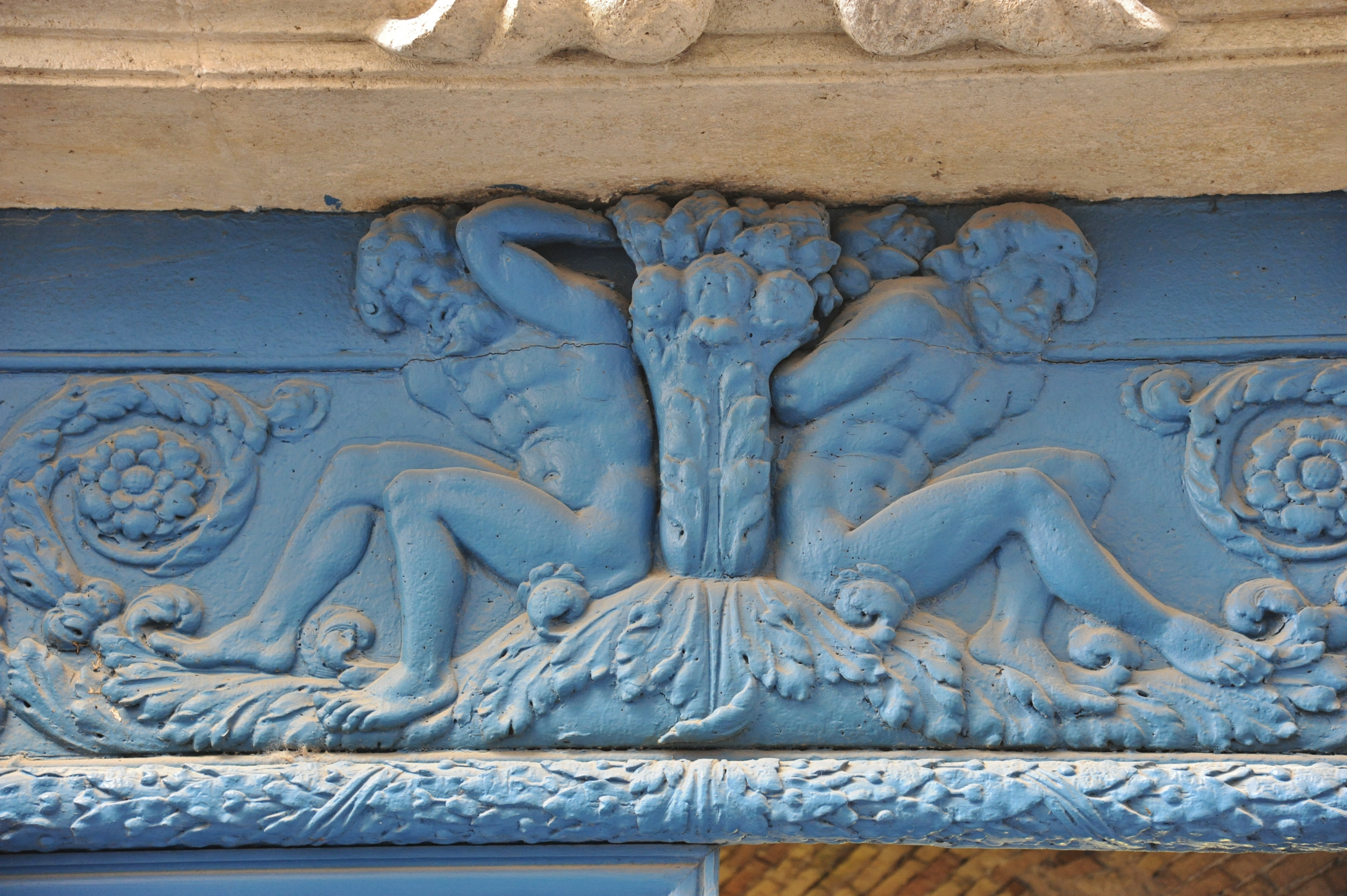
Portail : décor de captifs
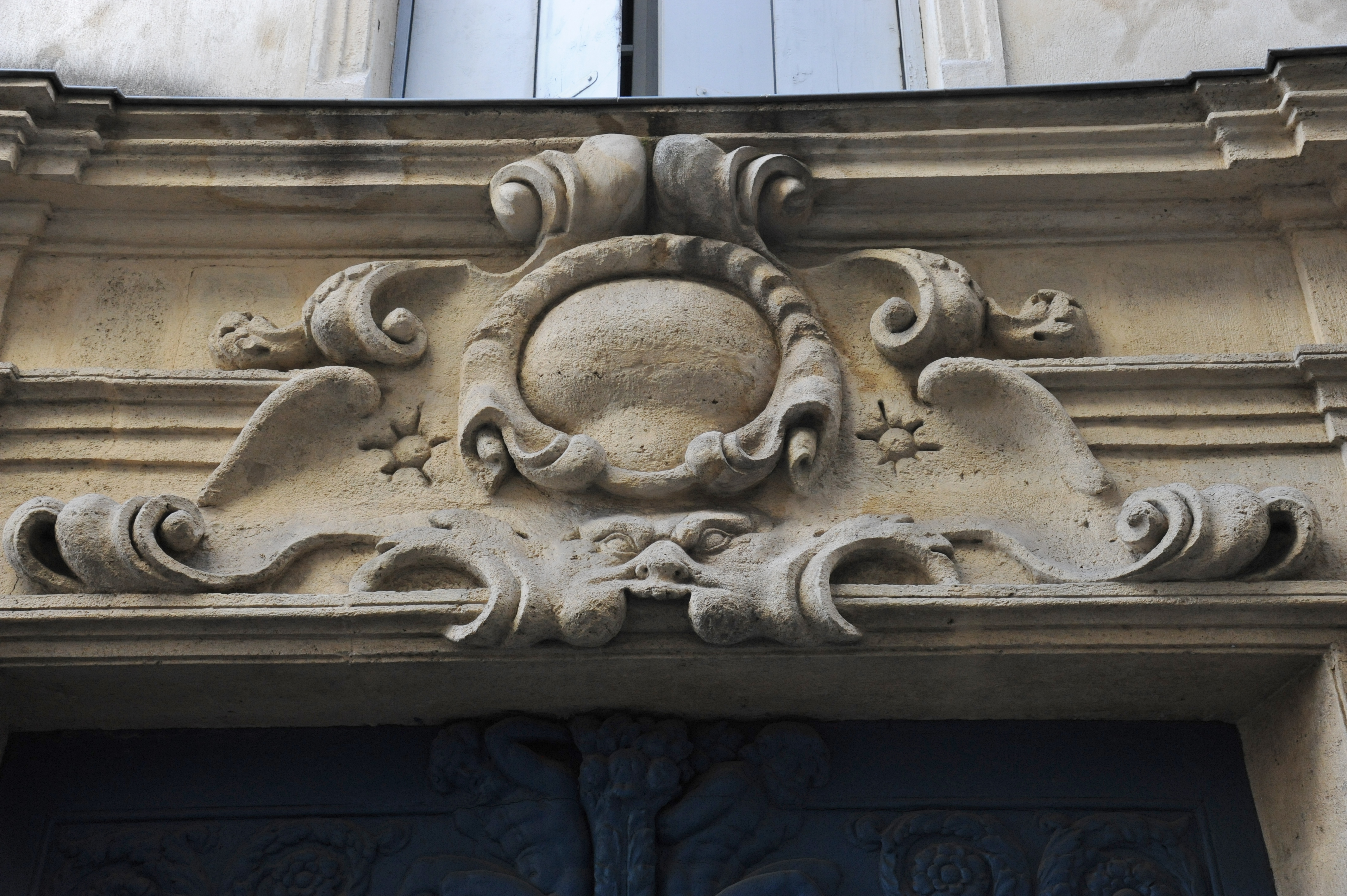
Portail : masque et cuirs découpés
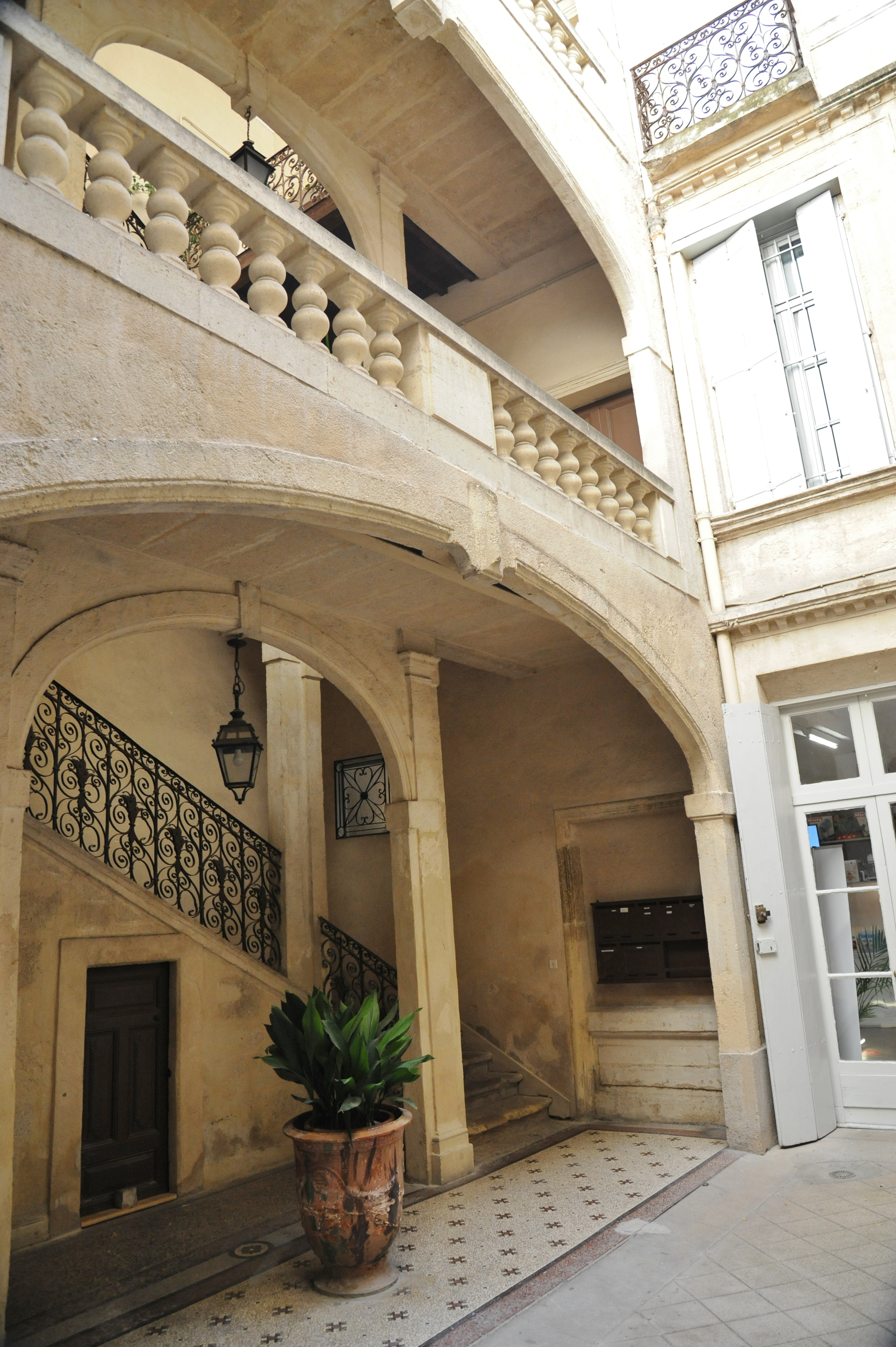
Escalier en loggia dans la cour
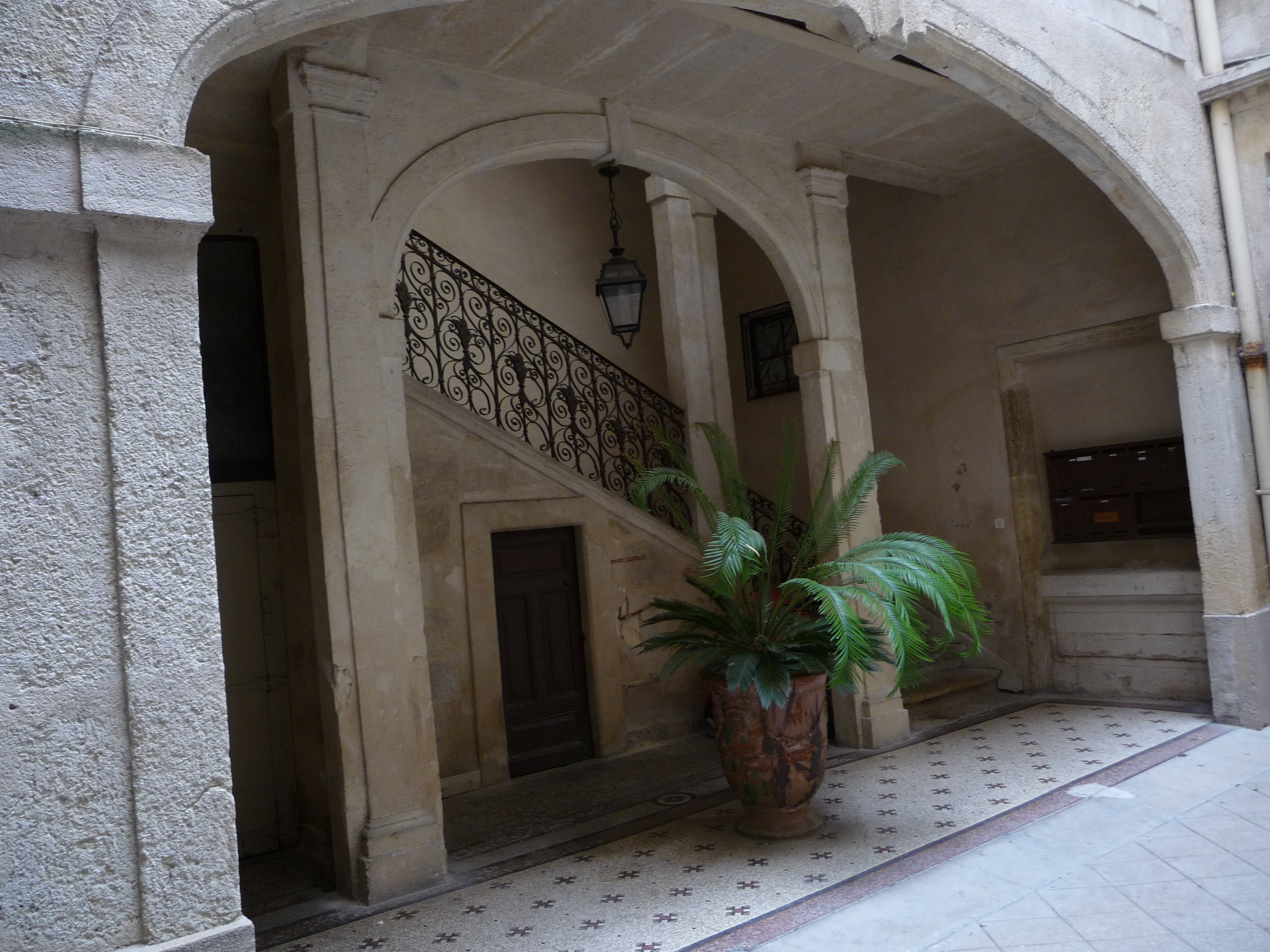
Départ de l'escalier
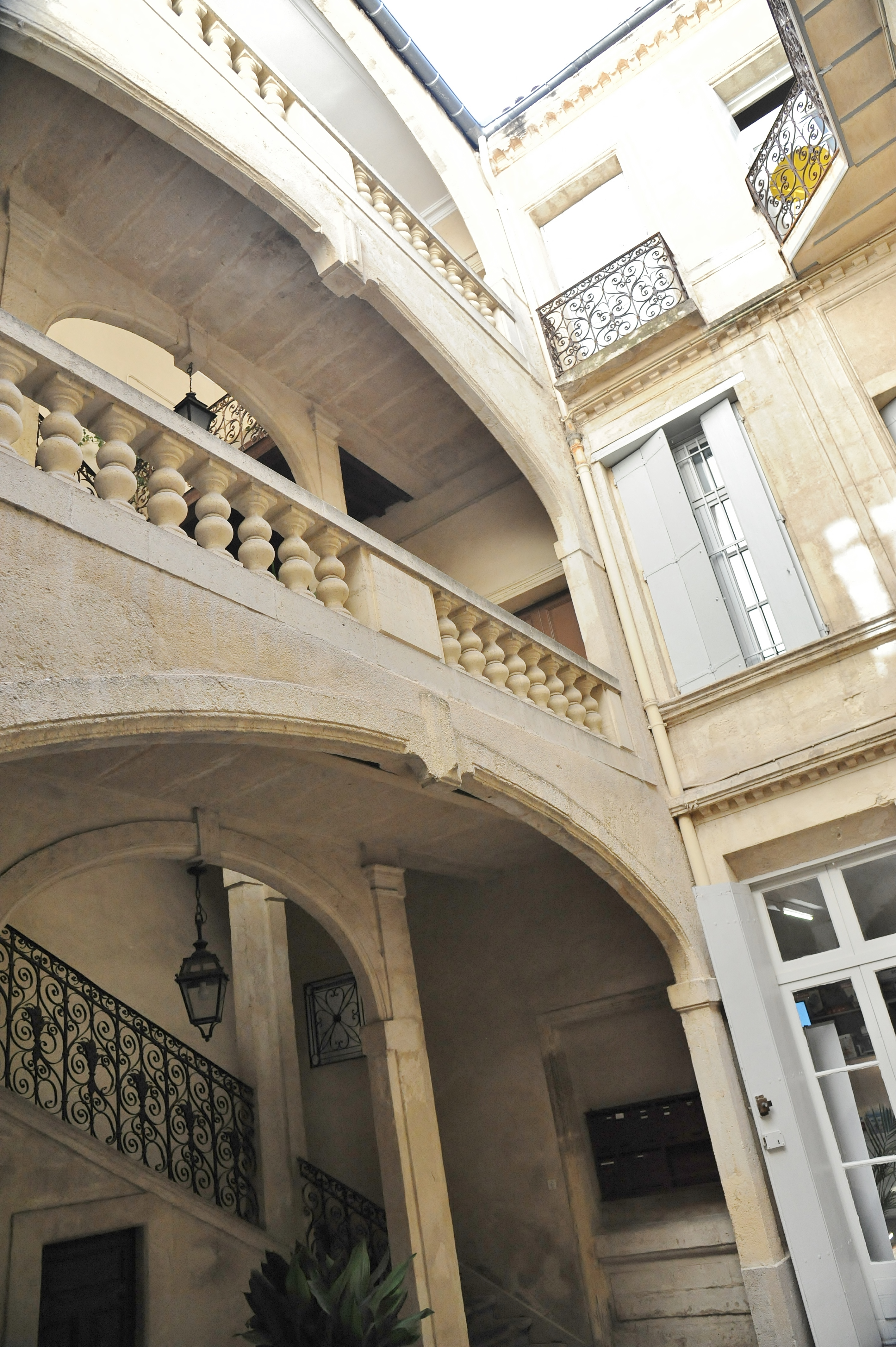
Étages de l'escalier